# Olive McKean
Olive McKean, née le 10 août 1915 à Chehalis (Washington) et morte le 31 mars 2006 à Troutdale (Oregon), est une nageuse américaine spécialiste des épreuves en nage libre.

## Palmarès

### Jeux olympiques
- Jeux olympiques de 1936 à Berlin (Allemagne) :
  -  Médaille de bronze sur 4 x 100 m nage libre[1].